# Hotel Paradise
Hotel Paradise är ett musikalbum från 2003 med den svensk-danska sångerskan Josefine Cronholm och musikgruppen Ibis.

## Låtlista
Text och musik av Josefine Cronholm om inget annat anges.
1. I Hold My Breath – 4:10
2. Do You Remember – 5:54
3. Shadow – 5:37
4. Aeroplane – 4:39
5. True Colors (Billy Steinberg/Tom Kelly) – 4:19
6. Wings (Henrik Sundh/Josefine Cronholm) – 5:58
7. Silent Moon – 4:31
8. Memory of a Lover (Josefine Cronholm/Henrik Sundh) – 3:58
9. Another Day in Paradise – 5:56

## Medverkande
- Josefine Cronholm – sång, gitarr
- Ibis
  - Flemming Agerskov – trumpet, electronics
  - Henrik Sundh – piano, rhodes, korg MS 20, sampler
  - Thommy Andersson – akustisk bas
  - Lisbeth Diers – trummor, percussion